# Ивановский, Станислав Антонович
Станислав Антонович Ивановский (28 ноября 1893 года, дер. Кеврали, Дриссенский уезд, Витебская губерния — 31 января 1975 года, Ташкент) — советский военный деятель, генерал-майор (4 июня 1940 года).

## Начальная биография
Станислав Антонович Ивановский родился 28 ноября 1893 года в деревне Кеврали Дриссенского уезда Витебской губернии.
С осени 1907 года работал в депо станции Рига-2 учеником слесаря, ремонтным рабочим пути, котельщиком, кочегаром и помощником машиниста.

## Военная служба

### Первая мировая и гражданская войны
В октябре 1914 года призван в ряды Русской императорской армии и направлен в 16-й Сибирский запасной стрелковый батальон, дислоцированный в Канске (Енисейская губерния). После окончания учебной команды Ивановский в декабре того же года был направлен в состав Сибирского 32-го стрелкового полка, а затем вместе со 2-м батальоном был переведён в Ново-Трокский 169-й пехотный полк; в составе этих полков принимал участие в боевых действиях на Западный фронт и за героизм был произведён в старшие унтер-офицеры. В мае 1915 года в районе 11-го форта Гродненской крепости после получения тяжёлого ранения попал в плен, после чего содержался в лагерях Бютова и Гданьска, а затем работал в имении Сишешево. В августе 1916 года совершил побег, однако в районе Ковно был задержан, после чего возвращён в лагерь.
В декабре 1918 года Ивановский был освобождён и по обмену военнопленными вернулся на родину и в том же месяце призван в ряды РККА, после чего был назначен на должность командира отделения в Дриссенской караульной роте. В мае 1919 года вступил в ряды РКП(б) и тогда же был направлен на учёбу на Витебские пехотные курсы, в составе которых также служил на должности командира отделения. После окончания курсов в январе 1920 года был назначен на должность командира взвода в запасном батальоне, дислоцированного в Ташкенте, после чего принимал участие в подавлении восстания в городе Верный.
В апреле 1920 года назначен на должность командира роты в составе Верненского караульного батальона, в марте 1921 года — на должность командира экспедиционного отряда в областной ЧК Пишпека, а в июне того же года — на должность командира 69-го отдельного батальона ВЧК. Находясь на данных должностях, принимал участие в боевых действиях против бандформирований на советско-персидской границе, а также в составе Туркестанского фронта — против басмачества.

### Межвоенное время
В январе 1922 года назначен на должность командира отдельного батальона в составе 35-й отдельной пограничной бригады ВЧК, дислоцированной в Ашхабаде. В декабре того же года был направлен на учёбу на Ташкентские повторные курсы комсостава, после окончания которых в июне 1923 года был назначен на должность помощника командира роты в составе Ташкентской объединённой командной школы. В период с сентября 1924 по сентябрь 1925 года обучался на курсах «Выстрел», после окончания которых вернулся в школу, где был назначен на должность командира роты, которая в августе 1929 года участвовала в боевых действиях по полному разгрому бандформирования под командованием курбаши Баястана у реки Чаткал.
В декабре 1929 года Ивановский назначен на должность командира и военкома Отдельного узбекского батальона в составе Отдельной узбекской бригады, находясь на которой, в период с апреля по июнь 1931 года принимал участие в боевых действиях в ходе ликвидации бандформирований под командованием Ибрагим-бека.
В январе 1932 года назначен на должность начальника штаба 9-го горнострелкового полка, дислоцированного в г. Чарджуй, в марте того же года — на должность начальника и комиссара Учебного центра Среднеазиатского военного округа, в январе 1936 года — на должность командира и комиссара 245-го стрелкового полка (г. Свердловск, Уральский военный округ), а в ноябре того же года — на должность руководителя тактики на курсах усовершенствования командного состава «Выстрел».
В феврале 1937 года С. А. Ивановский вернулся в Ташкентское пехотное училище, где служил на должностях руководителя тактики и командира батальона, однако 23 июля 1938 года был уволен из рядов РККА по ст. 43, п. «а», после чего работал начальником спортивно-стрелкового сектора Центрального Совета Осоавиахима Узбекской ССР. В марте 1939 года был повторно призван в ряды РККА, после чего продолжил служить в Ташкентском пехотном училище на должностях командира батальона и помощника начальника училища по учебно-строевой части.
В октябре 1940 года назначен на должность начальника Херсонских курсов усовершенствования начальствующего состава запаса (Одесский военный округ), а 9 декабря того же года — на должность начальника Урюпинского пехотного училища.

### Великая Отечественная война
С началом войны генерал-майор Ивановский находился на прежней должности и одновременно с этим в период с сентября 1941 по июнь 1942 года был членом комитета обороны Кабардинской АССР.
10 августа 1942 года назначен на должность командира 31-й стрелковой дивизии, которая принимала участие в боевых действиях в ходе Армавиро-Майкопской и Туапсинской оборонительных операций и отступлении на Главный Кавказский хребет в район Режет-Маратуки. 3 сентября был ранен, после чего направлен на лечение в госпиталь и по выздоровлении вновь назначен на должность начальника Урюпинского пехотного училища, которое уже дислоцировалось в г. Молотов (Уральский военный округ).
В декабре 1944 года направлен в распоряжение Военного совета 4-го Украинского фронта, где 17 января 1945 года был назначен на должность командира 241-й стрелковой дивизии, которая вскоре принимала участие в боевых действиях в ходе Западно-Карпатская и Моравско-Остравской наступательных операций, а также в освобождении городов Горлице, Новы-Сонч, Вадонице и Бельско-Бяла. С 24 апреля лечился в госпитале по болезни.

### Послевоенная карьера
После выздоровления в мае 1945 года Ивановский был назначен на должность коменданта 159-го укреплённого района (Львовский военный округ), в мае 1946 года — на должность начальника военной кафедры Дрогобычского учительского института, в апреле 1947 года — на должность начальника военной кафедры Узбекского государственного университета, а в феврале 1951 года — на должность военного комиссара Ташкентского областного военного комиссариата.
Генерал-майор Станислав Антонович Ивановский в марте 1954 года вышел в запас. Умер 31 января 1975 года в Ташкенте.

## Награды
- Орден Ленина (30.04.1945);
- Три ордена Красного Знамени (03.11.1944, 22.02.1945, 20.06.1949);
- Орден Красной Звезды (22.02.1944);
- Медали.

Награды Российской империи:
- Георгиевский крест 2-й, 3-й и 4 степени.